# Римник (річка)
45°23′12″ пн. ш. 27°01′50″ сх. д. / 45.38667° пн. ш. 27.03056° сх. д.
Римник (рум. Rimnic, рос. Рымник) — річка в Румунії, притока річки Сірет.
На річці 11 (22) вересня 1789 відбулася Римницька битва, в якій російська армія під керівництвом О. В. Суворова розбила вчетверо більшу турецьку армію. На честь перемоги Олександру Суворову надано шляхетний титул перемоги «Граф Римницький».